# Polski Grzebień
Polski Grzebień (słow. Poľský hrebeň, niem. Polnischer Kamm, węg. Lengyel-nyereg) – szeroka przełęcz (2200 m n.p.m.) w grani głównej Tatr Wysokich, pomiędzy dolinami Białej Wody (Bielovodská dolina), a dokładniej Kotłem pod Polskim Grzebieniem (Zamrznutý kotol), i Wielicką (Velická dolina). Przez Polski Grzebień poprowadzony jest znakowany szlak turystyczny łączący te doliny oraz umożliwiający wejście z przełęczy na sąsiadujący z nią szczyt Małej Wysokiej (Východná Vysoká). Droga szlaku została ułatwiona m.in. przez założenie  w 1892 r. zabezpieczeń od strony północnej. 

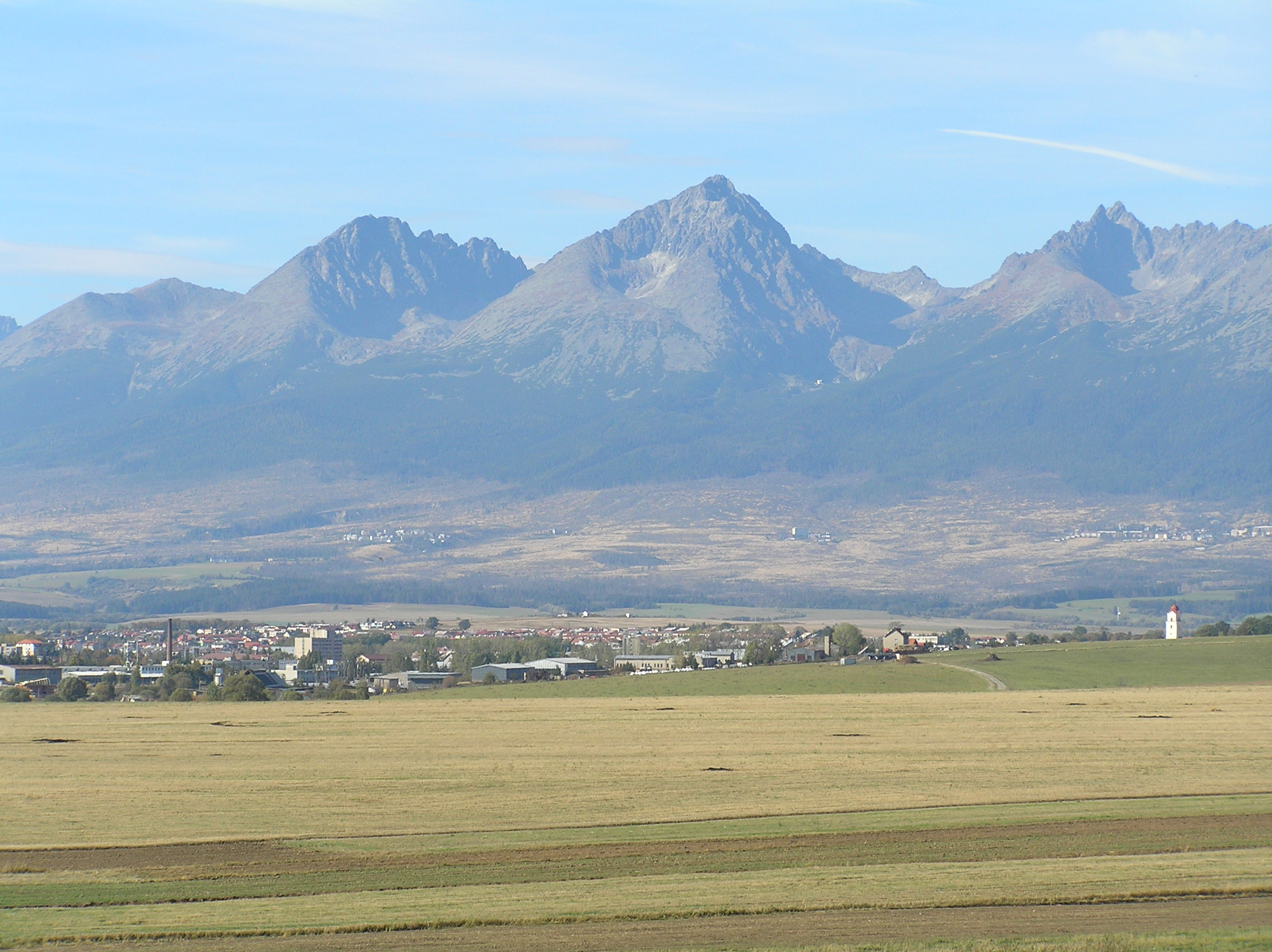
Od lewej: Tępa, Kończysta, Gerlach, Polski Grzebień, Staroleśny Szczyt

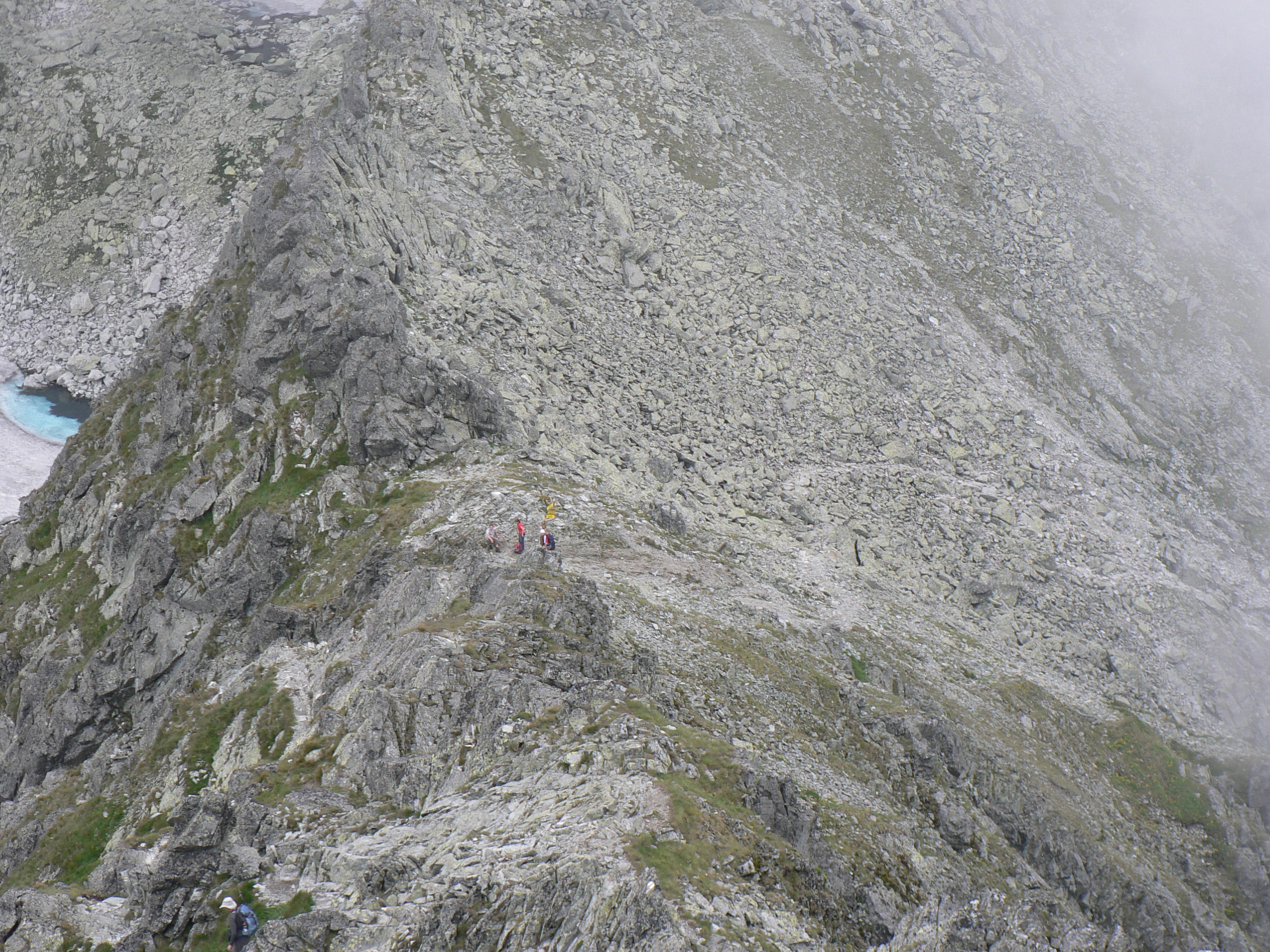
Widok na przełęcz ze szlaku na Małą Wysoką

Od zachodu na przełęcz opada długa grań z Wielickiego Szczytu, w której znajdują się kolejno:
- Wyżnia Wielicka Ławka (Vyšná Velická lávka),
- Mały Wielicki Szczyt (Malý Velický štít),
- Niżnia Wielicka Ławka (Nižná Velická lávka),
- Zmarzła Kopa (Zamrznutá kopa)[2].

Pomiędzy Zmarzłą Kopą a Polskim Grzebieniem grań utworzona jest przez kilka mniej wybitnych wzniesień i przełączek, z których najniższa położona jest na wysokości 2195 m, a więc 5 metrów niżej, niż wcięcie udostępnione szlakiem turystycznym.
Okolice przełęczy dość obficie porasta kuklik górski i rzadki gatunek rośliny tatrzańskiej – jaskier lodnikowy.
To szerokie i dość głębokie przejście było znane i używane od dawna przez myśliwych. Pierwszymi znanymi turystami na Polskim Grzebieniu byli Mück, Wilhelm Roxer, Stolzenberg, Titus Szentiványi i Wadovszky 7 sierpnia 1840 r. Pierwsze przejście zimowe: Theodor Wundt, Jakob Horvay, 17 kwietnia 1884 r.
W XVIII wieku używano nazwy Grzebień w odniesieniu do długiego odcinka grani, później dodano przymiotnik Polski. W połowie XIX wieku została zawężona do przełęczy.

## Szlaki turystyczne
– zielony szlak z Tatrzańskiej Polanki nad Wielicki Staw i dalej na Polski Grzebień, stąd w dół nad Zmarzły Staw, gdzie spotyka się ze szlakiem niebieskim Łysa Polana – Rohatka.
- Czas przejścia z Tatrzańskiej Polanki nad Wielicki Staw: 1:45 h, ↓ 1:15 h
- Czas przejścia znad stawu na Polski Grzebień: 2 h, ↓ 1:30 h
- Czas przejścia z Polskiego Grzebienia do szlaku niebieskiego: 15 min w obie strony

  – żółty szlak z przełęczy, prowadzący granią główną na Małą Wysoką. Czas przejścia: 1 h, ↓ 35 min